# Svante Bergström (jurist)
För professorn i civilrätt med samma namn, se Svante Bergström (professor).
Per Svante Bergström, född 27 september 1931 i Sundsvall, död 5 november 2014 i Lidingö, var en svensk jurist och lagman i Lycksele tingsrätt från 1984 till 2003 (tjänstledig från 1994).
Bergström blev juris kandidat vid Uppsala universitet 1959 och genomförde tingstjänstgöring 1959–1962 innan han blev fiskal vid hovrätten för Övre Norrland 1963. Han var rådman vid Umeå tingsrätt 1972–1979 och 1980–1984. Han var lagman i Bollnäs tingsrätt 1979–1980 och i Lycksele tingsrätt från 1984. Han var därefter aktiv som läromedelsförfattare.
Bergström var son till ingenjör Gustav Bergström och hans maka Signe, född Ljusberg. Han var från 1957 gift med fil. dr. Inger, född Westlund 1934.